# Xu Yanmei
Xu Yanmei (n. 9 februarie 1971, Nankang District⁠(d), Jiangxi, Republica Populară Chineză) este o săritoare în apă ce a reprezentat Republica Populară Chineză, medaliată olimpică. A participat la o ediție a Jocurilor Olimpice (1988) în care a câștigat o medalie de aur.